# Jean Tokpa
Jean Tokpa (* 1934 in Bahibli; † 18. Januar 2002 in Abidjan) war ein ivorischer Fußballspieler, der den größten Teil seiner Karriere bei französischen Profivereinen absolviert hat. In Frankreich wird sein Familienname auch des Öfteren Topka geschrieben.

## Karriere
Jean Tokpa kam 1955 von Africa Sports National aus Französisch-Westafrika zum Zweitdivisionär SO Montpellier in das französische „Mutterland“. Damit gehörte er zur „erste[n] Welle von Fußballern aus Westafrika, die ab Mitte der 1950er von französischen Vereinen verpflichtet wurden“, weil sie bis 1962 nicht als Ausländer galten und somit nicht unter die entsprechende Beschränkung des französischen Verbands FFF fielen. Bei Montpellier wurde er umgehend zum Stammspieler, doch der Stürmer wies dort noch nicht jene Torgefährlichkeit auf, die ihn später auszeichnete. Der Klub beendete die Saison 1955/56 als Tabellenschlusslicht, musste dennoch nicht ins Amateurlager absteigen, weil dies seinerzeit im französischen Profiligabetrieb nicht vorgesehen war, und schaffte es ein Jahr darauf auf einen Platz im Mittelfeld der Division 2. Jean Tokpa hatte dabei einen so guten Eindruck hinterlassen, dass ihn René Dedieu, der Trainer des Erstligaaufsteigers Olympique Alès, in seine Mannschaft holte, und der Angreifer entfaltete auf diesem Niveau auch seine Torjägerqualitäten. In den beiden folgenden Saisons belegte er jeweils vordere Plätze unter den erfolgreichsten Schützen der Division 1: 1957/58 schoss er sich in diesem Klassement auf den siebten Rang (16 Treffer) und ein Jahr darauf – als Alès der Erstdivisionär mit den meisten afrikanischen Spielern war – gelangen ihm 15 Tore, was zu Platz 17 reichte.
Olympique allerdings stieg 1959 wieder in die zweite Liga ab; daraufhin verkaufte Alès' Präsident Jean Sadoul ihn an Racing Paris, damals eine der besten Adressen im französischen Fußball, ohne dass Jean Tokpa auch nur gefragt oder ihm gar ein Mitspracherecht eingeräumt worden wäre – eine in Zeiten, als nicht nur afrikanische Spieler nahezu „Sklaven ihres Vereins“ waren (so Raymond Kopa noch 1963), durchaus übliche Vorgehensweise. Racings Trainer Pierre Pibarot ließ die Mannschaft extrem offensiv auftreten, wovon Tokpa insbesondere in seiner ersten dortigen Saison – er stand an der Seite von erfahrenen Angreifern wie Thadée Cisowski, Joseph Ujlaki und Pierre Grillet – enorm profitierte: 17 Treffer machten ihn 1959/60 zum zehntbesten Torjäger der Liga, und Racings dritter Rang war die bis dahin beste Platzierung, die er mit seinen Klubs erreicht hatte. In den folgenden beiden Spielzeiten wurde er mit der Hauptstadtelf sogar jeweils Vizemeister und verpasste insbesondere 1961/62 den Meistertitel nur um Haaresbreite; darin war Topka allerdings – wie in den folgenden drei Jahren auch – nur noch sehr sporadisch eingesetzt worden, und dementsprechend hießen Racings treffsicherste Schützen dieser Jahre Ujlaki, Marcel, Heutte, Van Sam, Milutinović oder Magny. Als die Mannschaft 1964 sogar in die Division 2 absteigen musste und er selbst auf diesem Niveau kaum noch Berücksichtigung fand, kehrte er 1965 nach Westafrika und zu Africa Sports National zurück. In Frankreich hatte Jean Tokpa insgesamt 133 Erstligaspiele mit 64 Treffern bestritten, in der zweiten Liga 57 Punktspiele (14 Tore).

### Stationen
- bis 1955: Africa Sports National Abidjan
- 1955–1957: SO Montpellier (in D2)
- 1957–1959: Olympique Alès
- 1959–1965: Racing Paris (1964/65 in D2)
- danach: Africa Sports National Abidjan

## Palmarès
- Französischer Meister: Fehlanzeige, aber Vizemeister 1961, 1962